# Shady El-Hamus
Shady El-Hamus (Amsterdam, 14 april 1988) is een Nederlandse regisseur, scenarioschrijver en acteur. Zijn werk als filmmaker omvat speelfilms zoals De libi, Forever Rich en Crypto Boy. El-Hamus groeide op in een familie met sterke banden met de Nederlandse film- en theaterwereld, waarmee hij regelmatig samenwerkt. Naast zijn filmcarrière regisseert hij ook theaterproducties.

## Levensloop
Shady El-Hamus is de zoon van de in Egypte geboren acteur Sabri Saad El-Hamus en de Nederlandse actrice en scenarioschrijfster Lisa de Rooy. Zijn vader emigreerde in 1978 op 20-jarige leeftijd vanuit Egypte naar Nederland, met het doel acteur te worden. Ook zijn broer, Shahine El-Hamus, is actief als acteur, en zijn zus, Ashgan El-Hamus, werkt als scenarioschrijfster.

### Opleiding
De lagere school doorliep Shady aan de Montessorischool De Eilanden (1992-2000). Als tiener begon hij met toneellessen en speelde hij een rol in de serie Wij Alexander (1998). Daarna volgde de middelbare school aan het Montessori Lyceum Amsterdam (2000-2005).
In 2008 begon El-Hamus aan zijn studie aan de Nederlandse Filmacademie, waar hij in 2012 afstudeerde voor twee richtingen: regisseren en scenarioschrijven. Hij studeerde af met twee eindexamenfilms: Magnesium, waarvoor hij het scenario schreef, en Over zonen, waarvoor hij zowel het scenario schreef als de regie deed. Magnesium werd bekroond met de KNF Juryprijs en de Tuschinski Award voor beste eindexamenfilm. Over zonen werd onderscheiden met de Dioraphte Award op het Nederlands Film Festival in 2012.
Na zijn afstuderen aan de Nederlandse Filmacademie werd El-Hamus in 2013 aangenomen op de National Film and Television School in Buckinghamshire, Engeland, waar hij een master in 'Directing Fiction' behaalde. Hij studeerde daar in 2015 af met de film Fairuz.

## Carrière

### Film
El-Hamus regisseerde in 2017 de korte film Nachtschade. Deze film werd bekroond met verschillende prijzen, en vormde de Nederlandse inzending voor de Oscars in 2018 voor de categorie 'Best Live Action Short Film'.
Als acteur speelde El-Hamus onder andere in Ernstige Delicten van de VARA.
Na een aantal korte films maakte El-Hamus in 2018 zijn eerste lange speelfilm, getiteld De libi ("het leven"), over drie jongens aan de vooravond van hun examen aan het vmbo. De libi won in 2019 een Gouden Kalf voor 'Beste Scenario', dat El-Hamus deelde met Jeroen Scholten van Aschat. Op 15 december 2020 kwam zijn film Forever Rich uit die via Netflix kan worden bekeken. Voor Netflix kwam voorts in 2023 speelfilm Crypto Boy met zijn broer Shahine in de hoofdrol en hun vader, Sabri Saad, eveneens in een belangrijke rol als de vader van Shahine's personage.

### Theater
In maart 2025 maakte El-Hamus zijn theaterdebuut met De Dood van Benny Simons, een Orkater-productie waarvoor hij volledige artistieke vrijheid kreeg van Wieke ten Cate. De voorstelling schreef hij samen met zijn zus Ashgan. Het stuk vertelt een verhaal over rouw, masculiniteit en ouderschap, thema’s die mede waren geïnspireerd door zijn eigen ervaringen als vader.

## Persoonlijk
El-Hamus woont in Amsterdam met zijn partner en hun zoon.